# Larry Taylor
Samuel Lawrence "Larry" Taylor, född 26 juni 1942 i New York, död 19 augusti 2019 i Lake Balboa i Los Angeles, var en amerikansk musiker som spelade bas (och ibland gitarr) i Canned Heat 1967–1970, 1979–1980, 1985–1992, 1998–2000 och från 2009 till sin bortgång 2019. Hans sista konsert med bandet ägde rum i St. Charles, Illinois 21 juli 2019. I Canned Heat var han känd under smeknamnet "The Mole". Under åren i och utanför Canned Heat spelade han med en rad framstående artister, till exempel Jerry Lee Lewis, The Monkees, John Mayall, Hollywood Fats, Tom Waits, Ronnie Barron och Kim Wilson. 
Larry Taylor var yngre bror till framlidne Mel Taylor, trummis i The Ventures.

## Diskografi (urval)
Album med The Monkees
- The Monkees (1966)
- More of the Monkees (1967)
- The Monkees Present (1969)
- Instant Replay (1969)
- Changes (1970)
- Listen to the Band (1991)
- Greatest Hits (1995)
- Missing Links, Vol. 3 (1996)
- Anthology (1998)
- Music Box (2001)

Album med Canned Heat
- Canned Heat (1967)
- Boogie with Canned Heat (1968)
- Living the Blues (1968)
- Hallelujah (1969)
- Future Blues (1970)
- Boogie Up the Country (1987)
- Reheated (1988)
- Internal Combustion (1994)
- Burnin' (1994)
- Canned Heat Blues Band (1996)
- Gamblin' Woman (1996)
- King Biscuit Flower Hour: Canned Heat in Concert (1996)
- Ties That Bind (1997)
- Boogie 2000 (1999)
- Turning Up the Heat (2000)
- Live at the Kaleidoscope 1969 (2000)
- Far Out (2001)
- Big Road Blues (2002)
- Friends in the Can (2003)
- Canned Heat '70 Concert Live in Europe (2004)
- Dimples (2005)
- Canned, Labeled & Shelved (2006)
- Instrumentals 1967-1996 (2006)
- Christmas Album (2007)
- Revolution Limited Edition CD (2012)

Album med John Mayall
- Empty Rooms (1969)
- USA Union (1970)
- Back to the Roots (1971)
- Memories (1971)
- Jazz Blues Fusion (1972)
- Moving On (1973)
- Latest Edition (1974)
- New Year, New Band, New Company (1975)
- Notice to Appear (1975)
- Banquet in Blues (1976)
- Lots of People (1977)
- Archives to Eighties (1988)
- Rock the Blues Tonight (1999)

Album med Harvey Mandel
- Games Guitars Play (1970)
- Baby Batter (1971)
- Electronic Progress (1971)
- Snake (1972)
- Mercury Years (1995)

Album med Tom Waits
- Heartattack and Vine (1980)
- Swordfishtrombones (1983)
- Rain Dogs (1985)
- Franks Wild Years (1987)
- Bone Machine (1992)
- Beautiful Maladies: The Island Years (1998)
- Mule Variations (1999)
- Alice (2002)
- Blood Money (2002)
- Real Gone (2004)
- Orphans: Brawlers, Bawlers & Bastards (2006)
- Bad as Me (2011)